# Варшавський філармонічний оркестр
Варшавський філармонічний оркестр, оркестр Варшавської національної філармонії (пол. Orkiestra Filharmonii Narodowej w Warszawie) — польський симфонічний оркестр, базований у Варшаві. Заснований в 1901 року.
Оркестр дав перший концерт 5 листопада 1901 року в спеціально побудованому концертному залі, загальний вигляд якого архітектор Кароль Козловський створив з оглядкою на будинок паризької Гранд Опера; оркестр під керуванням Е. Млинарського і піаніста І. Падеревського виконали програму, цілком складену з творів польських композиторів. Протягом першої половини століття оркестр став помітним явищем на європейській музичній сцені. Своїми творами диригували у Варшаві Едвард Гріг, Руджеро Леонкавалло, Артур Онеггер, Сергій Прокоф'єв, Моріс Равель, Сергій Рахманінов, Ігор Стравінський, Ріхард Штраус; з оркестром виступали такі солісти, як Клаудіо Аррау, Леопольд Ауер, Ежен Ізаї, Пабло Казальс, Пабло Сарасате, Жак Тібо, Яша Хейфец, Федір Шаляпін. Починаючи з 1927 року Варшавський філармонічний оркестр акомпанував фіналістам Міжнародного конкурсу піаністів імені Шопена.
При взятті Варшави німецько-фашистськими військами в 1939 році будинок філармонії було спалено, а в ході придушення варшавського повстання зруйновано повністю. Половина музикантів оркестру загинула в часи Другої світової війни. Проте в 1947 році оркестр відкрив новий сезон. В 1955 г. відкрився й новий будинок філармонії (відкриття було присвячено до V Конкурсу піаністів імені Шопена), на відзначення цієї події філармонії (і оркестру разом з нею) було присвоєне звання Національної.